# Spare Me the Details
«Spare Me the Details» es una canción de la banda californiana The Offspring. Corresponde al tercer y último sencillo de su álbum Splinter. No fue lanzado en Estados Unidos ni Reino Unido, restringiendo su comercialización únicamente a Nueva Zelanda y Australia. País, este último, que es el único en que se incluyó este tema en el Greatest Hits.
El sencillo no incluyó ninguna canción extra ni videoclip promocional.

## Listado de canciones
1. «Spare Me The Details» - 3:24

## Significado
La canción trata sobre el engaño de la novia del personaje, que le fue infiel en una fiesta con un amigo. Todos sus amigos saben lo ocurrido, pero el narrador pide continuamente que se le ahorre los detalles. Al final, lamenta la pérdida de su novia. Pese a lo "trágico" del fondo de la canción, la música y sus ritmos son alegres y desenfadados, tratando de restar importancia al hecho, ayudado de guitarras eléctricas y acústicas. Curiosamente, esta canción junto con D.U.I. mencionan al Jägermeister.
- Datos: Q2555593